# Giorgio Gherlenda
Giorgio Gherlenda, detto Piuma (Loreggia, 15 dicembre 1920 – Cesana, 5 agosto 1944), è stato un militare e partigiano italiano.

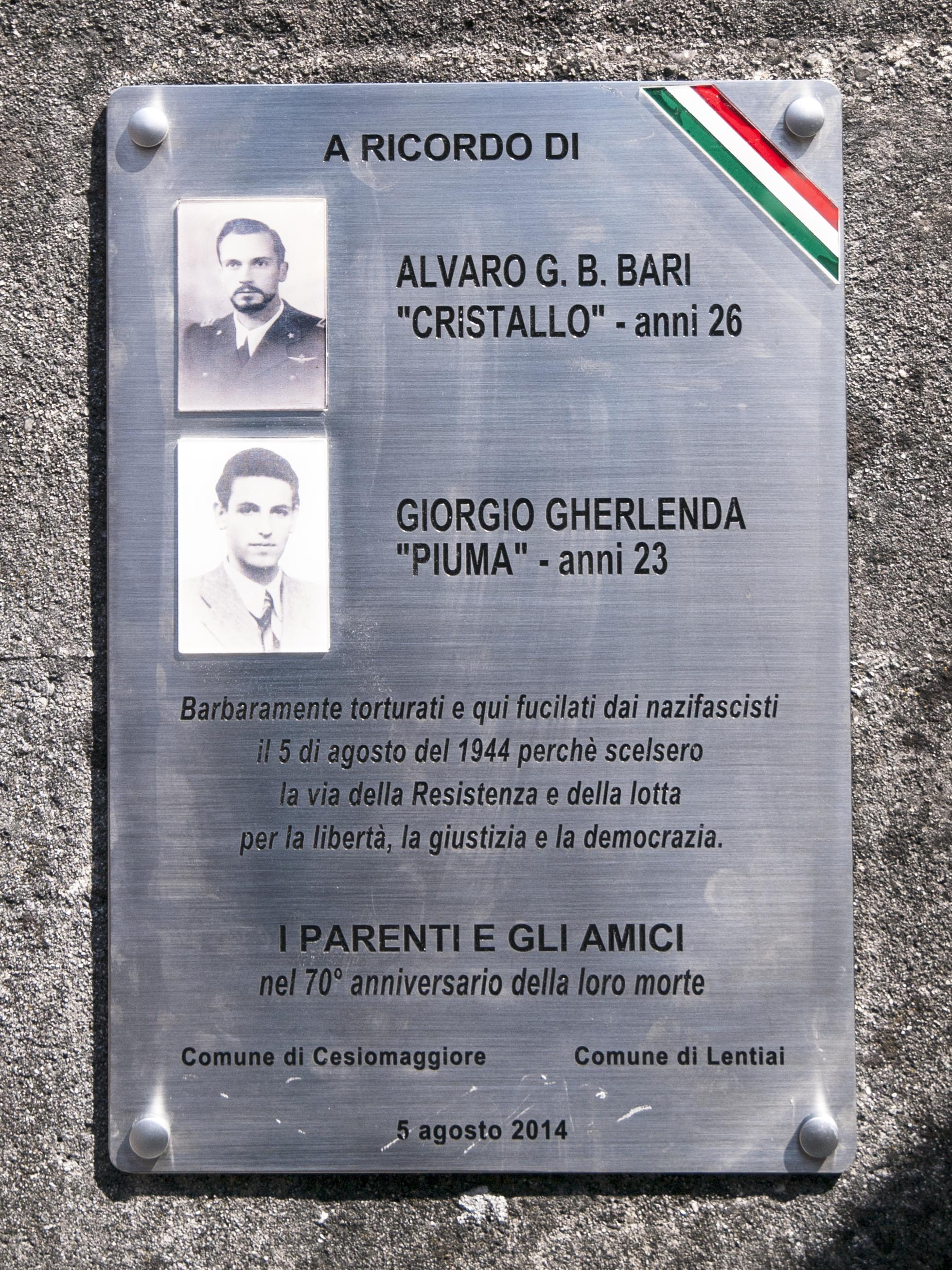
Targa ricordo di Alvaro Bari e Giorgio Gherlenda sul Ponte sul Piave Cesana-Busche (Belluno)

Capo di stato maggiore della Brigata Garibaldi "Antonio Gramsci" (Feltre) dalla costituzione alla morte.

## Biografia
Si trasferì con la famiglia a Camposampiero dove frequentò i tre anni delle scuole industriali. Al momento della chiamata alle armi lavorava presso officine meccaniche. Il 16 luglio 1941 parti con 80º Reggimento fanteria della 9ª Divisione fanteria "Pasubio". Partecipa alla battaglia di Nikitovka come porta ordini e il 14 dicembre 1941 fu ferito in combattimento e gli venne conferita la Croce al merito di guerra.
A causa delle ferite di guerra rientrò in Italia e trascorse lunghi periodi presso diversi ospedali militari tra i quali quelli di Rimini, Torino e Padova. In quei lunghi mesi di convalescenza presso parenti, a Torino frequentò i corsi serali dell'istituto tecnico industriale Pierino Delpiano, attuale Istituto tecnico industriale statale Amedeo Avogadro, per ottenere la qualifica di disegnatore tecnico.
Dopo essere stato richiamato alle armi, dal 1º novembre 1942 fu assegnato al Reparto autonomo costiero di Genova Sampierdarena. Secondo una testimonianza in quel periodo sarebbe stato inviato in Germania per corsi di specializzazione antiaerea ottenendo anche un riconoscimento da parte del comando tedesco e imparando la lingua tedesca.
Dopo l'8 settembre 1943, non accettando l'occupazione tedesca, si allontanò da Genova e ritornò presso i parenti di Torino. Subito iniziò l'attività antifascista organizzando un gruppo di patrioti torinesi che si diede il motto Onestà, democrazia e libertà e il nome di battaglia Piuma azzurra. Nella primavera del 1944, a seguito di ritorsioni dei fascisti nei confronti dei parenti si trasferì in Veneto ma per non compromettere i parenti di Loreggia e di Camposampiero si rifugiò direttamente nella zona di Belluno e Feltre dove era già attiva l'organizzazione clandestina della Resistenza.
Non ci sono notizie dei primi contatti con la Resistenza feltrina e bellunese ma, come risulta dalla motivazione di una delle due MAVM, la notte tra il 15 e 16 giugno 1944 fu tra gli esecutori dell'assalto del carcere di Belluno. Un'operazione passata alla storia come la clamorosa beffa di Baldenich (un quartiere di Belluno) con la liberazione di una settantina di prigionieri politici dei nazifascisti. 
Dopo la costituzione della Brigata Garibaldi "Antonio Gramsci" (Feltre) guidata da Paride Brunetti divenne, per il suo straordinario coraggio e capacità militare, il Capo di stato maggiore della Brigata partigiana, ovvero il vice comandante militare. In questo ruolo organizzò e comandò quasi tutte le numerosissime azioni della Brigata presso le caserme e presidi nazifascisti del feltrino che si svolsero da metà giugno alla tragica ultima missione del 4 agosto nel Primiero. I più importanti assalti furono a:
- Moline (Sovramonte) il 12 luglio 1944 - presidio nazifascista centrale idroelettrica.
- Villaga (Feltre): assalto contro un treno carico di truppe e materiali della Wehrmacht.
- Fonzaso: 3 agosto 1944 - presidio nazifascista di Fonzaso.

## Primiero 4 agosto 1944
Il 4 agosto 1944 fu inviato in missione a Fiera di Primiero con Alvaro Bari e Gastone Velo. 
La zona di Primiero era sotto lo stretto controllo della gendarmeria nazista comandata dal sottufficiale Hans Vollach e dal Corpo di sicurezza trentino. 
Mentre al mattino Bari e Velo incontrarono i cinque patrioti di Primiero soci fondatori del locale CLN: Antonio Simion “Mari” (democristiano), Giovanni Cemin “Giulio” (comunista), Augusto Toffol “Tirolo” (Partito d'Azione), Michele Gadenz “Petronio (Partito Democratico del Lavoro), Giovanni Volcan “Lorenzo” (socialista), Giorgio Gherlenda si organizzò, noleggiando a Imer una Fiat 508 Balilla per andare a San Martino di Castrozza a liberare la moglie (una nobile) di un alto ufficiale tedesco agli arresti sembra perché coinvolto nell'attentato a Hitler del 20 luglio 1944.
Ci fu un contrattempo e la seconda missione non si realizzò. Il pomeriggio fu drammatico per i tre giovani partigiani garibaldini perché tre abitanti di Fiera di Primiero (due studenti universitari e un professore, già gerarca fascista) li denunciarono alla gendarmeria nazista.
Furono portati a Feltre presso la Caserma Zannettelli (già sede del 7º Reggimento alpini) occupata dai nazi fascisti i quali, agli ordini del maresciallo delle SS Willy Niedermayer , li torturarono per carpire i nomi dei componenti del CLN di Fiera di Primiero e il motivo del noleggio dell'auto. I tre non cedettero alle sevizie e salvarono così la vita ai cinque patrioti di Primiero e non pregiudicarono l'organizzazione della Brigata partigiana.
Verso mezzanotte Gastone Velo riuscì ad evadere dalla prigione. Niedermayer ordinò l'immediato trasferimento di Alvaro Bari e di Giorgio Gherlenda sul ponte sul Piave tra Busche di Cesiomaggiore e Cesana di Borgo Valbelluna dove furono trucidati all'alba del 5 agosto 1944 e gettati per disprezzo nelle acque del Piave.
I loro due corpi furono recuperati alla distanza di alcuni chilometri da alcuni ragazzi di Cesana. I loro amici partigiani li fotografarono dopo il ritrovamento prima che fossero sepolti provvisoriamente, come sconosciuti, nel cimitero di Lentiai.

## Battaglione Gherlenda
Sull'esempio di Giorgio Gherlenda, e per ricordare la sua tragica morte, un gruppo di partigiani di Fonzaso e del Tesino il 20 agosto 1944 costituirono il Battaglione Gherlenda che operò in territorio trentino. Gastone Velo, dopo essere scappato, continuò la sua lotta come Vice comandante di questa formazione partigiana. Fidanzato di Clorinda Menguzzato “Veglia” fu arrestato assieme a lei. Per amore di Gastone Velo e per non fornire il suo nome Veglia fu torturata, ripetutamente violentata dai soldati del Corpo di sicurezza trentino e azzannata. Sempre con questa formazione combatté tra gli altri anche una seconda eroica ragazza del Tesino Ancilla Marighetto, “Ora”. Due tra le più giovani donne partigiane decorate con la MOVM.

## Riconoscimenti

### Onorificenze militari
- Conferita la Croce al VM  n. 23003 il 3-6-49 con la seguente motivazione.

- Concessa medaglia d'argento al valor militare

- Concessa medaglia d'argento alla memoria al valor militare

- Promozione militare alla memoria

Alla fine della guerra il nuovo Esercito Italiano gli riconobbe, per meriti e il ruolo di Capo di stato maggiore avuto nella Brigata partigiana, il grado di Tenente.

### Toponomastica
- Il Comune di Loreggia, dove è nato e dove è solennemente sepolto, gli ha intitolato una strada principale.
- L'Istituto tecnico industriale statale Amedeo Avogadro di Torino, dove studiò come studente-lavoratore, lo ricorda in una targa marmorea.